# Baumkirchen
Baumkirchen è un comune austriaco di 1 247 abitanti nel distretto di Innsbruck-Land, in Tirolo.